# Юная мисс США 2003
Юная Мисс США 2003 (англ. Miss Teen USA 2003) — 21-й национальный конкурс красоты, проводился в Palm Springs Convention Center, Палм-Спрингс, Калифорния. Победительницей стала Ванесса Симроу, представлявшая штат Висконсин.
Перед прямой трансляцией 51 участник соревновались в предварительном презентационном шоу, где их оценивали в купальниках и вечерних платьях. Результаты этого судейства определили 15 лучших участников финального соревнования.
До финала, 51 участница приняли участие в предварительном презентации шоу, где они были оценены в купальниках и вечерних платьях. Результаты этого выхода жюри определило Топ 15 для финального соревнования.
Первый год, когда конкурс проводился в Палм-Спрингс, позже, позже, в этом городе проводился в 2004 и 2006 годах. Конкурс был объявлен 17 июля 2003 года. 23 июля 2003 года было объявлено, что Джессика Симпсон и Джастин Гуарини стали приглашёнными звёздами. Организаторы конкурса красоты — Марио Лопес и Брук Бёрнс.
Тами Фаррелл стала третьей обладательницей титула из штата Орегона.

## Результат

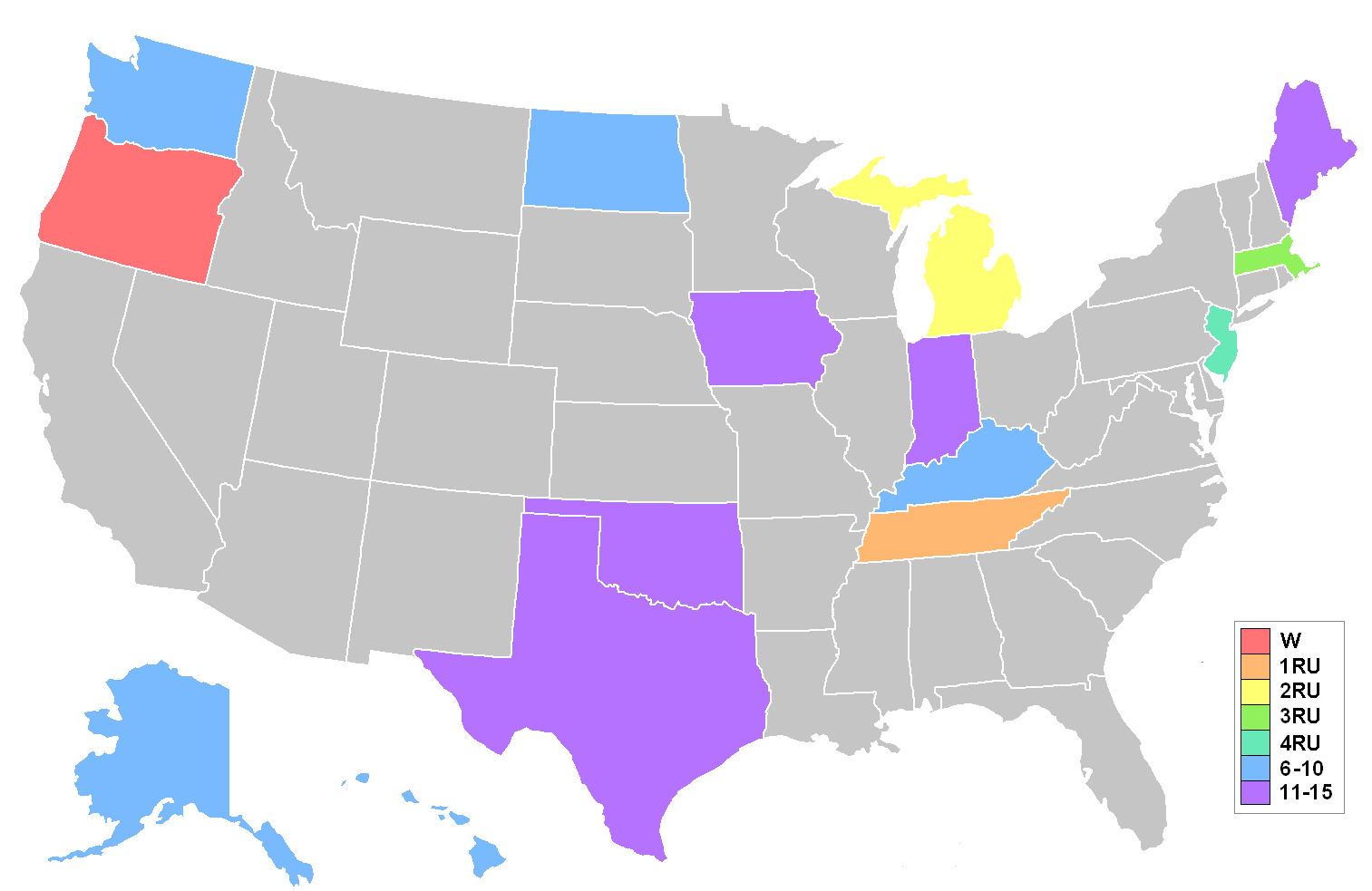
Штаты финалистки конкурса красоты Юная Мисс США 2003

### Места
| Итоговый результат | Участница |
| ------------------ | --- |
| Юная Мисс США 2003 | - Орегон — Тами Фаррелл |
| 1-я Вице Мисс      | - Теннесси — Алисия Cелби |
| 2-я Вице Мисс      | - Мичиган — Алисия Ярос |
| 3-я Вице Мисс      | - Массачусетс — Жаклин Бруно |
| 4-я Вице Мисс      | - Нью-Джерси — Жаклин Пеццотта |
| Топ 10             | - Аляска — Бриттани Энн Джексон - Гавайи — Камилла Пераро - Кентукки — Аманда Наннели - Северная Дакота — Мариса Филд - Вашингтон — Жасмин Йоргенсон |
| Топ 15             | - Индиана — Джэми Сталлингс - Айова — Алисса Кук - Мэн — Эшли Элден - Оклахома — Никки Карвер - Техас — Тай Филан                                    |

### Специальные награды
| Награда              | Участница                      |
| -------------------- | ------------------------------ |
| Мисс Конгениальность | - Орегон — Тами Фаррелль       |
| Мисс Фотогеничность  | - Нью-Джерси — Жаклин Пеццотта |

## Участницы
| - Айдахо — Аманда Раммелль - Айова — Алисса Кук - Алабама — Кэтрин Лорен Уитлок - Аляска — Бриттани Энн Джексон - Аризона — Наталья Бененсон - Арканзас — Бриттани Карпентер - Вайоминг — Каси Джонстон - Вашингтон — Жасмин Йоргенсен - Вермонт — Дженна Лаженесс - Виргиния — Эмбер Копли - Висконсин — Дженна Тиге - Гавайи — Камиль Пераро - Делавэр — Эшли Джеймс - Джорджия — Кэссиди Лэнс - Западная Виргиния — Уитни Вич - Иллинойс — Тиффини МакКормик - Индиана — Джэми Сталлингс - Калифорния — Шеннон Бирн - Канзас — Меган Прайс - Кентукки — Аманда Наннелли - Колорадо — Карис Донахью - Коннектикут — Нина Мусумечи - Луизиана — Меган Болонья - Массачусетс — Жаклин Бруно - Миннесота — Кристин Свобода | - Миссисипи — Криси Нэш - Миссури — Эмбер Сейер - Мичиган — Алисия Ярош - Монтана — Ариэль Браун - Мэн — Эшли Олден - Мэриленд — Кортни Хейл - Небраска — Лейганн Тагард - Невада — Эшли Фелпс - Нью-Гэмпшир — Маршеле Ли - Нью-Джерси — Жаклин Пеццотта - Нью-Мексико — Кортни Клейшалт - Нью-Йорк — Адриана Диас - Огайо — Аманда Стивенс - Оклахома — Никки Карвер - Вашингтон (округ Колумбия) — Наташа Пракаш - Орегон — Тами Фаррелл - Пенсильвания — Тейлор Бейкер - Род-Айленд — Кристина Примавера - Северная Дакота — Мариса Филд - Северная Каролина — Эрин Хендрикс - Теннесси — Алисия Селби - Техас — Тай Фелан - Флорида — Мэри Джеффордс - Южная Каролина — Стефани Хортон - Южная Дакота — Николь Куппи - Юта — Джессика Доун Блэк |

## Участие в других конкурсах красоты
- Адриана Диаз,  Нью-Йорк — Мисс Нью-Йорк 2006
- Эмбер Копли,  Виргиния — Мисс Виргиния 2006
- Джэми Сталлингс,  Индиана — Мисс Индиана 2007
- Аманда Раммелль,  Айдахо — Мисс Айдахо 2007
- Эмбер Сейер,  Миссури — Мисс Миссури 2007 (Топ 10 на Мисс США 2007)
- Жаклин Бруно,  Массачусетс — Мисс Массачусетс 2008 (Топ 10 на Мисс США 2008)
- Тами Фаррелл,  Орегон — Мисс Калифорния 2009
- Кристина Примавера,  Род-Айленд — Мисс Род-Айленд 2010
- Кэсседи Лэнс,  Джорджия — Мисс Джорджия 2010
- Уитни Вич,  Западная Виргиния — Мисс Западная Виргиния 2011

## Судьи
- Кайл Брандт[англ.]
- Триша Хелфер
- Ник Лаше
- Дерек Парра
- Бести Роджерс
- Бриттани Сноу